# Ansaldo A.120
Ansaldo A.120 (đôi khi còn gọi là FIAT A.120, khi FIAT (Fabbrica Italiana Automobili Torino – Nhà máy ô tô Ý ở Turin) mua Ansaldo) là một loại máy bay trinh sát được Ý phát triển vào thập niên 1920. Thiết kế dựa trên phát triển cánh cho Ansaldo A.115 và khung thân của máy bay tiêm kích Dewoitine D.1. Không quân Ý sử dụng số lượng khiêm tốn loại máy bay này, ngoài ra nó còn được Áo và Lítva sử dụng.

## Biến thể
- A.120 – mẫu thử với động cơ Lorraine 12Db (2 chiếc)
- A.120bis – phiên bản cải tiến với động cơ FIAT A.20
- A.120 Ady – phiên bản sản xuất, hầu hết lắp động cơ FIAT A.22 (57 chiếc)
- A.120R – phiên bản sửa đổi cho Áo (6 chiếc)

## Quốc gia sử dụng
Áo
- Không quân Áo (1927-1938)

 Ý
 Lithuania

## Tính năng kỹ chiến thuật (A.120 Ady)

### Đặc điểm riêng
- Tổ lái: 2
- Chiều dài: 8,60 m (28 ft 3 in)
- Sải cánh: 12,80 m (42 ft 0 in)
- Chiều cao: 2,80 m (9 ft 2 in)
- Diện tích cánh: 27.4 m2 (295 ft2)
- Động cơ: 1 × Fiat A.22T, 410 kW (550 hp)

### Hiệu suất bay
- Vận tốc cực đại: 254 km/h (158 mph)
- Trần bay: 7.000 m (23.000 ft)

### Vũ khí
- 1 hoặc 2 súng máy 7,7 mm cố định
- 1 súng máy 7,7 phía sau

### Danh sách khác
- Danh sách máy bay quân sự giữa hai cuộc chiến tranh thế giới